# Harry Styles (album)
Harry Styles – debiutancki album brytyjskiego piosenkarza Harry'ego Stylesa. Został wydany 12 maja 2017 roku przez wytwórnię Columbia.
Pierwszym utworem promującym płytę został utwór „Sign of the Times”. Album osiągnął szczyty notowań w większości krajów na świecie. W ramach promocji albumu odbyła się trasa koncertowa Harry Styles: Live on Tour.

## Lista utworów
| Nr  | Tytuł utworu             | Autorzy                                                                             | Produkcja                               | Długość |
| --- | ------------------------ | ----------------------------------------------------------------------------------- | --------------------------------------- | ------- |
| 1.  | „Meet Me in the Hallway” | Harry Styles, Jeff Bhasker, Mitch Rowland, Ryan Nasci, Alex Salibian, Tyler Johnson | Bhasker, Salibian, Johnson              | 3:47    |
| 2.  | „Sign of the Times”      | Styles, Bhasker, Rowland, Nasci, Salibian, Johnson                                  | Bhasker, Salibian, Johnson              | 5:40    |
| 3.  | „Carolina”               | Styles, Thomas Hull, Johnson, Rowland, Bhasker, Salibian, Nasci                     | Kid Harpoon, Bhasker, Salibian, Johnson | 3:09    |
| 4.  | „Two Ghosts”             | Styles, John Ryan, Julian Bunetta, Rowland, Johnson                                 | Bhasker, Salibian, Johnson              | 3:49    |
| 5.  | „Sweet Creature”         | Styles, Hull                                                                        | Kid Harpoon, Bhasker, Salibian, Johnson | 3:44    |
| 6.  | „Only Angel”             | Styles, Rowland, Nasci, Bhasker, Salibian, Johnson                                  | Bhasker, Salibian, Johnson              | 4:51    |
| 7.  | „Kiwi”                   | Styles, Rowland, Johnson, Salibian, Bhasker, Nasci                                  | Bhasker, Salibian, Johnson              | 2:56    |
| 8.  | „Ever Since New York”    | Styles, Rowland, Nasci, Bhasker, Salibian, Johnson                                  | Bhasker, Salibian, Johnson              | 4:13    |
| 9.  | „Woman”                  | Styles, Rowland, Nasci, Bhasker, Salibian, Johnson                                  | Bhasker, Salibian, Johnson              | 4:38    |
| 10. | „From the Dining Table”  | Styles, Rowland, Johnson, Salibian, Bhasker, Nasci                                  | Bhasker, Salibian, Johnson              | 3:31    |
|     |                          |                                                                                     |                                         | 40:18   |

## Notowania i certyfikaty
| Lista przebojów (2017)                 | Najwyższa pozycja |
| -------------------------------------- | ----------------- |
| Australia (ARIA Charts)                | 1                 |
| Austria (Ö3 Austria Top 40)            | 2                 |
| Belgia (Ultratop 200 Albums, Flandria) | 1                 |
| Belgia (Ultratop 200 Albums, Walonia)  | 3                 |
| Czechy (ČNS IFPI)                      | 1                 |
| Dania (Hitlisten)                      | 4                 |
| Finlandia (Suomen virallinen lista)    | 3                 |
| Francja (SNEP)                         | 2                 |
| Hiszpania (PROMUSICAE)                 | 1                 |
| Holandia (MegaCharts)                  | 1                 |
| Irlandia (IRMA)                        | 1                 |
| Japonia (Oricon)                       | 16                |
| Kanada (Billboard Canadian Albums)     | 1                 |
| Korea Południowa (Gaon Chart)          | 33                |
| Meksyk (AMPROFON)                      | 5                 |
| Niemcy (GfK Entertainment)             | 5                 |
| Norwegia (VG-Lista)                    | 2                 |
| Nowa Zelandia (Recorded Music NZ)      | 2                 |
| Polska (OLiS)                          | 1                 |
| Portugalia (AFP)                       | 2                 |
| Szwajcaria (Alben Top 100)             | 3                 |
| Szwecja (Sverigetopplistan)            | 3                 |
| USA (Billboard 200)                    | 1                 |
| Węgry (MAHASZ)                         | 6                 |
| Wielka Brytania (UK Albums Chart)      | 1                 |
| Włochy (FIMI)                          | 2                 |

| Kraj                         | Certyfikat         | Sprzedaż   |
| ---------------------------- | ------------------ | ---------- |
| Australia (ARIA)             | 2× platynowa płyta | 140 000+   |
| Belgia (BEA)                 | złota płyta        | 15 000+    |
| Brazylia (Pro-Música Brasil) | platynowa płyta    | 40 000+    |
| Dania (IFPI)                 | platynowa płyta    | 20 000+    |
| Francja (SNEP)               | złota płyta        | 50 000+    |
| Holandia (NVPI)              | złota płyta        | 20 000+    |
| Kanada (Music Canada)        | platynowa płyta    | 80 000+    |
| Meksyk (AMPROFON)            | 2x platynowa płyta | 120 000+   |
| Norwegia (IFPI Norway)       | złota płyta        | 10 000+    |
| Nowa Zelandia (RMNZ)         | złota płyta        | 7 500+     |
| Polska (ZPAV)                | 3x platynowa płyta | 60 000+    |
| Stany Zjednoczone (RIAA)     | platynowa płyta    | 1 000 000+ |
| Szwajcaria (IFPI)            | złota płyta        | 10 000+    |
| Szwecja (GLF)                | złota płyta        | 15 000+    |
| Wielka Brytania (BPI)        | platynowa płyta    | 300 000+   |
| Włochy (FIMI)                | platynowa płyta    | 50 000+    |